# دسیما
دسیما (انگلیسی: Decima) یک موتور بازی (رانش‌گر) و نرم‌افزار مالکیتی است که جهت ساخت بازی قتلگاه: شدو فال توسط گوریلا گیمز در تاریخ ۱۵ نوامبر ۲۰۱۳ معرفی گردید. این موتور ابزار و امکانات بدیعی را برای خلق هوش مصنوعی، فیزیک، منطق و جهان سه بعدی فراهم آورده که سازگاری مناسبی هم با سیستم وضوح ۴کی و تصویربرداری دامنه دینامیک بالا دارد. عمده شهرت این رانش‌گر بازی به دلیل کمک و بهره‌گیری از آن در ساخت بازی‌هایی همچون قتلگاه: شدو فال می‌باشد. از دیگر بازی‌هایی مشهور دیگری که برپایه همین رانش‌گر ساخته شده‌اند می‌توان آثاری همچون آنتیل داون، هورایزن زیرو داون و به ویژه دث استرندینگ را نام برد.

## فهرست بازی‌های ساخته شده
| عنوان                       | سال  | پلتفرم                                                               | استودیوی سازنده  |
| --------------------------- | ---- | -------------------------------------------------------------------- | ---------------- |
| قتلگاه: شدو فال             | ۲۰۱۳ | پلی‌استیشن ۴                                                          | گوریلا گیمز      |
| آنتیل داون                  | ۲۰۱۵ | پلی‌استیشن ۴                                                          | سوپرمسیو گیمز    |
| آنتیل داون: شتاب در خون‌ریزی | ۲۰۱۶ | پلی‌استیشن وی‌آر                                                       | سوپرمسیو گیمز    |
| ریگز                        | ۲۰۱۶ | پلی‌استیشن وی‌آر                                                       | گوریلا کمبریج    |
| هورایزن زیرو داون           | ۲۰۱۷ | پلی‌استیشن ۴ مایکروسافت ویندوز پلی‌استیشن ۵                            | گوریلا گیمز      |
| دث استرندینگ                | ۲۰۱۹ | پلی‌استیشن ۴ پلی‌استیشن ۵ مایکروسافت ویندوز مک‌اواس ایکس‌باکس سری اکس/اس | کوجیما پروداکشنز |
| هورایزن ۲: غرب ممنوعه       | ۲۰۲۲ | پلی‌استیشن ۴ پلی‌استیشن ۵ مایکروسافت ویندوز                            | گوریلا گیمز      |
| دث استرندینگ ۲: در ساحل     | ۲۰۲۵ | پلی‌استیشن ۵                                                          | کوجیما پروداکشنز |